# Hey Mamma
A Hey Mamma (magyarul: Hé, mama!) a SunStroke Project moldáv együttes dala, amellyel Moldovát képviselték a 2017-es Eurovíziós Dalfesztiválon, Kijevben.

## Eurovíziós Dalfesztivál
A dal a 2017. február 25-én megrendezett moldáv nemzeti döntőben, az O melodie pentru Europában nyerték el az indulás jogát, ahol a szakmai zsűri és a közönség döntött a végeredményről.
A dalt az Eurovíziós Dalfesztiválon először a május 9-i első elődöntőben adták elő, fellépési sorrendben tizenkettedikként a Lengyelországot képviselő Kasia Moś Flashlight című dala után és az Izlandot képviselő Svala Paper című dala előtt. Az elődöntőből a második helyen jutottak tovább a május 13-i döntőbe, ahol fellépési sorrendben hetedikként léptek fel a Hollandiát képviselő O’G3NE Lights and Shadows című dala után és a Magyarországot képviselő Pápai Joci Origo című dala előtt. A pontozás során a zsűri szavazáson összesítésben a nyolcadik helyen végeztek 110 ponttal, míg a nézői szavazáson a harmadik helyet érték el 264 ponttal (Ausztráliától, Olaszországtól, Portugáliától, Romániától és Ukrajnától maximális pontot kaptak), így összesítésben 374 ponttal a verseny harmadik helyezettjei lettek.
A következő moldáv induló a DoReDoS My Lucky Day című dala volt a 2018-as Eurovíziós Dalfesztiválon.

## Külső hivatkozások
- Dalszöveg
- A dal előadása a moldáv nemzeti döntőben. YouTube-videó, Eurovision Song Contest, 2017. február 28.
- A dal videóklipje. YouTube-videó, Eurovision Song Contest, 2017. március 13.
- A dal előadása a dalfesztivál első elődöntőjében. YouTube-videó, Eurovision Song Contest, 2017. május 9.
- A dal előadása a dalfesztivál döntőjében. YouTube-videó, Eurovision Song Contest, 2017. május 13.